# Karl Ambros Glutz-Ruchti

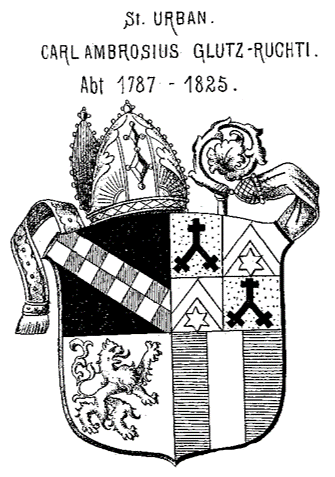
Wappen des Karl Ambros Glutz-Ruchti als Abt von St. Urban

Karl Ambros Glutz-Ruchti (* 13. September 1748 in Solothurn; † 28. Oktober 1825 im Kloster St. Urban) war ein Schweizer katholischer Geistlicher.

## Leben
Karl Ambros Glutz-Ruchti wurde als Sohn von Johann Viktor Anton Glutz-Ruchti (* 15. Juni 1703 in Solothurn; † 13. Dezember 1780 ebenda), Grossrat und Schultheiss, sowie dessen Ehefrau Maria Anna (* 26. Januar 1719 in Solothurn; † 2. Dezember 1786 ebenda), geb. Vogelsang, geboren und auf den Namen Urs Karl Heinrich Felix Franziskus Glutz-Ruchti getauft.
Er hatte sieben Geschwister:
- Viktor Franz Anton Glutz-Ruchti (* 14. Juni 1747 in Solothurn; † 9. Oktober 1824 ebenda), Dr. theol., Stiftprediger, Chorherr und Propst in St. Ursen
- Heinrich Josef Philipp Jakob Glutz-Ruchti (* 19. November 1749 in Olten; † 3. Februar 1817), Pfarrer in Wolfwil, Dekan in Buchsgau und Propst in Schönenwerd
- Maria Klara Elisabeth Glutz-Ruchti (* 17. Mai 1751 in Olten; † 1. April 1829), Schwester Maria Creszentia in St. Josef
- Anna Maria Josefine Glutz-Ruchti (25. Mai 1753 in Olten; † 16. Oktober 1831)
- Peter Joseph Glutz-Ruchti (* 18. September 1754 in Solothurn; † 29. März 1835)
- Karl Anton Niklaus Glutz-Ruchti (* 6. Dezember 1756 in Solothurn; † 12. Juli 1837), Aidemajor (Militärarzt) in französischen Diensten, Vogt in Falkenstein, Appellationsrichter
- Maria Regina Margaretha Glutz-Ruchti (* 7. September 1759 in Solothurn; † 28. Februar 1844)

1766 wurde Karl Ambros Glutz-Ruchti Profess im Zisterzienserkloster St. Urban. Er begann ein Theologiestudium am Collegium Germanicum in Rom und erhielt 1771 die Priesterweihe. Anschliessend studierte er Philosophie und Naturwissenschaften in Paris und wurde bei seiner Rückkehr nach St. Urban Professor in der Novizenschule St. Urban. 1773 wurde er päpstlicher Protonotarius. Die Abtei setzte ihn 1786 als Statthalter der Herrschaft Herdern ein. 1787 wurde er Abtkoadjutor und war von 1788 bis 1813 Abt von St. Urban. Aufgrund der Invasion der französischen Truppen flüchtete er 1798 ins deutsche Exil an den Untersee und kehrte erst 1802 wieder nach St. Urban zurück.
Die Mediationsregierung hatte eine Vielzahl von Problemen übernommen, die das Verhältnis von Kirche und Staat betrafen. Während der gesamten ersten Hälfte des 19. Jahrhunderts lag die Entscheidungskompetenz in Kirchensachen bei der Kantonsregierung. Die Regierung in Luzern traf mit dem Bischof von Konstanz, Karl Theodor von Dalberg, eine «Übereinkunft in geistlichen Dingen», die die finanzielle Situation der Geistlichen regelte, die Pfarreien geografisch neu ordnete, die Chorherrenstifte Luzern und Beromünster neuen Zweckbestimmungen zuführte und das Franziskanerkloster Werthenstein als Priesterseminar vorsah. Im Zuge dieser Übereinkunft erinnerte die Regierung 1806 die Klöster daran, dass sie einer Pflicht zur jährlichen Rechnungslegung nachzukommen hatten. Karl Ambros Glutz-Ruchti lehnte jedoch das Aufsichtsrecht der Regierung als unzulässigen Eingriff in kirchliche Angelegenheiten ab. In der Folge wurde ihm schliesslich die ökonomische Verwaltung des Klosters entzogen, und als er weiterhin jegliche Kooperation verweigerte, erfolgte seine Verhaftung, und er wurde als Staatsgefangener nach Luzern transportiert. Hiergegen intervenierten die Kantone Bern und Solothurn als Schirmorte des Klosters St. Urban sowie der amtierende Schultheiss aus Luzern, Vinzenz Rüttimann (1769–1844), und der Bruder von Karl Ambros Glutz-Ruchti, Landammann der Schweiz Peter Joseph Glutz-Ruchti.
Nach seiner Freilassung ging er von 1809 bis 1813 nach Wolfwil ins Exil, dort hatte er erheblichen Einfluss auf den Ausbau der Verbindungsstrasse von Wolfwil nach Oensingen. Nach einer Einigung wurde Karl Ambros Glutz-Ruchti 1813 nicht mehr als Abt anerkannt, es wurde ihm jedoch eine Pension auf Kosten des Klosters gewährt. Sein Nachfolger wurde Friedrich Pfluger.

## Wirken
Karl Ambros Glutz-Ruchti hinterliess zahlreiche wissenschaftliche Arbeiten aufgeklärter Richtung in den Bereichen Physik, Mathematik, Theologie und Philosophie. Er wirkte bei der Aarekorrektion und beim Bau der Strasse über den Unteren Hauenstein mit. Weiterhin war er der Verfasser eines Gutachtens zur Linthkorrektion.

## Schriften (Auswahl)
- De curva polycentrica et de semita serpentina polyiugi earumque usu et applicatione. Tennenbach 1799.